# Häggenschwil
Häggenschwil (toponimo tedesco) è un comune svizzero di 1 431 abitanti del Canton San Gallo, nel distretto di San Gallo.

## Geografia fisica
Il territorio di Häggenschwil si estende sulle alture che sovrastano la sponda meridionale del lago di Costanza, sulla sponda destra del fiume Sitter, e comprende anche la storica località di Lömmenschwil e quelle di Raach e Ruggisberg, exclavi all'interno del Canton Turgovia.

## Storia
Il comune politico di Häggenschwil è stato istituito nel 1803 e inizialmente comprendeva anche Muolen, che se ne separò quello stesso anno divenendo comune autonomo.

## Monumenti e luoghi d'interesse
- Chiesa parrocchiale cattolica di San Notker, eretta nel 1728[4];
- Rovine della fortezza di Alt-Ramswag, costruita nel 1176 e in rovina dal 1490-1536[4][6].

## Società

### Evoluzione demografica
L'evoluzione demografica è riportata nella seguente tabella:
Abitanti censiti

## Economia
Häggenschwil è un paese prevalentemente rurale, con rilevante pendolarismo in uscita verso San Gallo.

## Infrastrutture e trasporti
Häggenschwil è servito dalla stazione di Häggenschwil-Winden sulla ferrovia lago di Costanza-Toggenburgo (linea S8 della rete celere di San Gallo).